# Lentiol
Lentiol est une commune française située dans le département de l'Isère en région Auvergne-Rhône-Alpes.
Autrefois rattachée à la province royale du Dauphiné, la paroisse devenue une commune sous la Révolution. Elle est depuis 2014 adhérente à la Communauté de communes Bièvre Isère. Les habitants de la commune sont dénommés les Lentiolois.

## Géographie

### Situation et description
Lentiol est un petit village du sud-est de la France, positionné dans le nord-ouest du département de l'Isère, en limite avec le département de la Drôme. Les villes les plus proches sont Vienne, Valence et Beaurepaire. la commune est également située à environ 1 h 15 min de Lyon en voiture.

### Climat
Pour des articles plus généraux, voir Climat d'Auvergne-Rhône-Alpes et Climat de l'Isère.
En 2010, le climat de la commune est de type climat des marges montargnardes, selon une étude du Centre national de la recherche scientifique s'appuyant sur une série de données couvrant la période 1971-2000. En 2020, Météo-France publie une typologie des climats de la France métropolitaine dans laquelle la commune est exposée à un climat de montagne ou de marges de montagne et est dans la région climatique  Moyenne vallée du Rhône, caractérisée par un bon ensoleillement en été (fraction d’insolation > 60 %), une forte amplitude thermique annuelle (4 à 20 °C), un air sec en toutes saisons, orageux en été, des vents forts (mistral), une pluviométrie élevée en automne (250 à 300 mm). 
Pour la période 1971-2000, la température annuelle moyenne est de 10,9 °C, avec une amplitude thermique annuelle de 17,3 °C. Le cumul annuel moyen de précipitations est de 991 mm, avec 9,3 jours de précipitations en janvier et 6,5 jours en juillet. Pour la période 1991-2020, la température moyenne annuelle observée sur la station météorologique de Météo-France la plus proche, « Grenoble-Saint-Geoirs », sur la commune de Saint-Étienne-de-Saint-Geoirs à 19 km à vol d'oiseau, est de 11,5 °C et le cumul annuel moyen de précipitations est de 915,1 mm,. Pour l'avenir, les paramètres climatiques de la commune estimés pour 2050 selon différents scénarios d'émission de gaz à effet de serre sont consultables sur un site dédié publié par Météo-France en novembre 2022.

### Hydrographie
La commune n'est traversé par aucun cours d'eau notable, à l'exception du ruisseau de Regrimay d'une longueur de 17,23 km qui prend sa source dans l'Étang de la Femme à Viriville.

### Voies de communication
Située à l'écart des grands axes de circulation, le territoire de Lentiol n'est traversé que par la RD130a qu relie le bourg de Marcollin au carrefour de la RD157 et de la RD66, situé sur le territoire de la commune voisine de Thodure.

## Urbanisme

### Typologie
Au 1er janvier 2024, Lentiol est catégorisée commune rurale à habitat très dispersé, selon la nouvelle grille communale de densité à sept niveaux définie par l'Insee en 2022.
Elle est située hors unité urbaine. Par ailleurs la commune fait partie de l'aire d'attraction de Beaurepaire, dont elle est une commune de la couronne,. Cette aire, qui regroupe 10 communes, est catégorisée dans les aires de moins de 50 000 habitants,.

### Occupation des sols
L'occupation des sols de la commune, telle qu'elle ressort de la base de données européenne d’occupation biophysique des sols Corine Land Cover (CLC), est marquée par l'importance des forêts et milieux semi-naturels (56,1 % en 2018), une proportion identique à celle de 1990 (56,1 %). La répartition détaillée en 2018 est la suivante : 
forêts (56,1 %), zones agricoles hétérogènes (25,9 %), prairies (10 %), terres arables (8 %). L'évolution de l’occupation des sols de la commune et de ses infrastructures peut être observée sur les différentes représentations cartographiques du territoire : la carte de Cassini (XVIIIe siècle), la carte d'état-major (1820-1866) et les cartes ou photos aériennes de l'IGN pour la période actuelle (1950 à aujourd'hui).

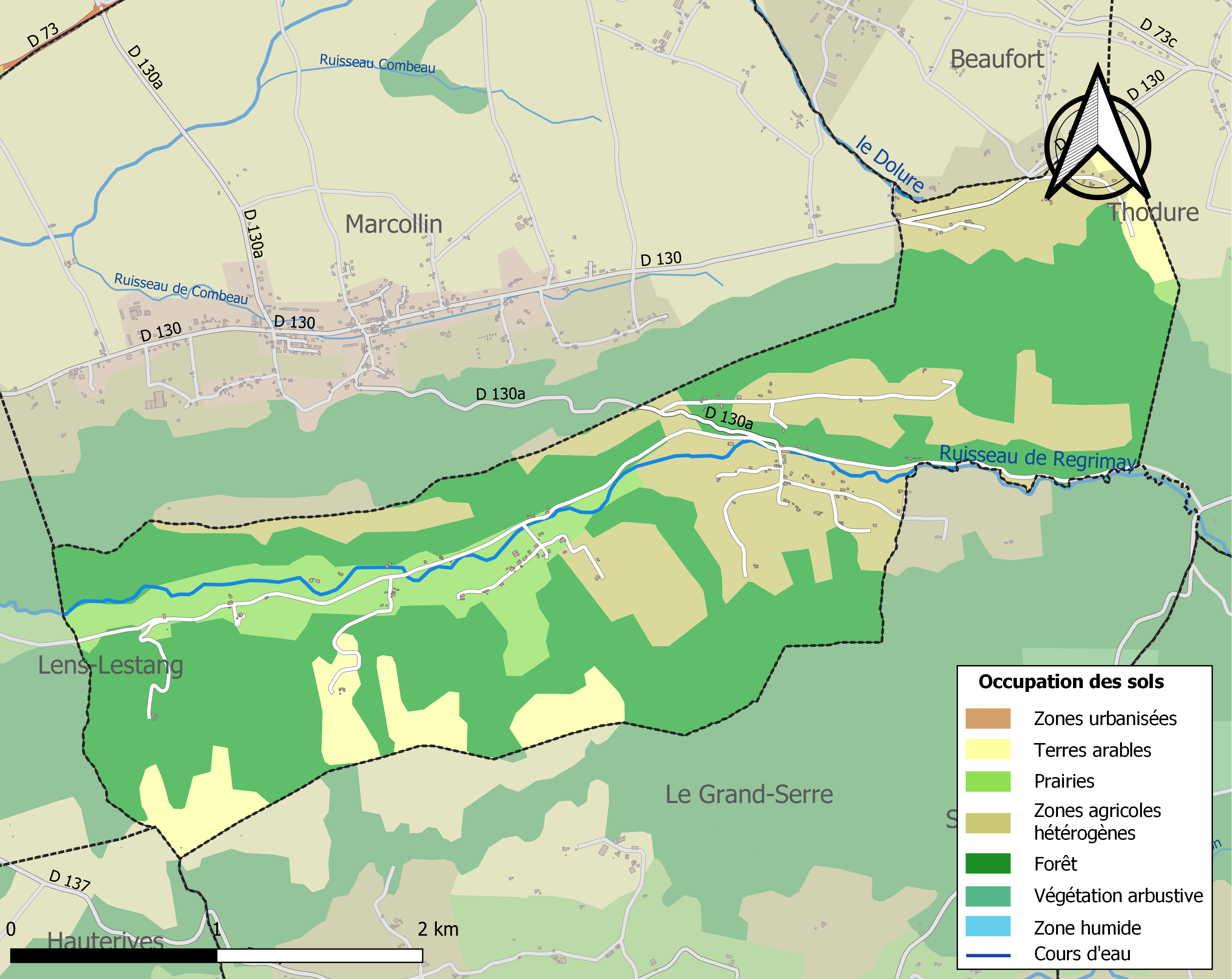
Carte des infrastructures et de l'occupation des sols de la commune en 2018 (CLC).

### Risques naturels et technologiques

#### Risques sismiques
L'ensemble du territoire de la commune de Lentiol est situé en zone de sismicité n°3 (sur une échelle de 1 à 5), comme la plupart des communes de son secteur géographique.
| Type de zone | Niveau            | Définitions (bâtiment à risque normal) |
| ------------ | ----------------- | -------------------------------------- |
| Zone 3       | Sismicité modérée | accélération = 1,1 m/s2                |

## Toponymie
Au XIIIe siècle, Lentiol se nommait Lento dans les registres de la Chambre des comptes du Dauphiné.
D'après Albert Dauzat, le nom de la commune est issue du nom d'une personne gauloise dénommée Lentus, variation de Lentius pris absolument, ou plutôt du mot gaulois lindon « liquide », semblable au vieil irlandais lind, irlandais lin (cf. Dublin), vieux breton lin « étang, lac ». Le sens de ce mot étant devenu opaque, il a été traduit par son correspondant roman estang, estanc « étendue d'eau dont les bords arrêtent l'écoulement » puis étang.

## Histoire

### Moyen Âge et Temps Modernes
Paroisse du diocèse de Vienne, Lentiol appartenait à certains héritiers de la célèbre famille Alleman qui forma plus de vingt branches en Dauphiné. La communauté - très modeste - de Lentiol ne sera établie définitivement qu'en 1325 à la suite de la transaction qui délimitait son territoire par rapport à celui du Grand-Serre.

## Politique et administration

### Liste des maires
| Période                                  | Période   | Identité       | Étiquette | Qualité |
| ---------------------------------------- | --------- | -------------- | --------- | ------- |
| mars 2001                                | mars 2014 | Daniel Ronjat  | ...       | ...     |
| mars 2014                                | En cours  | Henri Cottinet | SE        | Cadre   |
| Les données manquantes sont à compléter. |           |                |           |         |

## Population et société

### Démographie
L'évolution du nombre d'habitants est connue à travers les recensements de la population effectués dans la commune depuis 1793. Pour les communes de moins de 10 000 habitants, une enquête de recensement portant sur toute la population est réalisée tous les cinq ans, les populations de référence des années intermédiaires étant quant à elles estimées par interpolation ou extrapolation. Pour la commune, le premier recensement exhaustif entrant dans le cadre du nouveau dispositif a été réalisé en 2004.

En 2022, la commune comptait 247 habitants, en évolution de +14,35 % par rapport à 2016 (Isère : +3,07 %, France hors Mayotte : +2,11 %).
| 1793 | 1800 | 1806 | 1821 | 1831 | 1836 | 1841 | 1846 | 1851 |
| ---- | ---- | ---- | ---- | ---- | ---- | ---- | ---- | ---- |
| 442  | 259  | 397  | 340  | 390  | 371  | 386  | 372  | 352  |

| 1856 | 1861 | 1866 | 1872 | 1876 | 1881 | 1886 | 1891 | 1896 |
| ---- | ---- | ---- | ---- | ---- | ---- | ---- | ---- | ---- |
| 325  | 312  | 270  | 247  | 228  | 213  | 220  | 190  | 197  |

| 1901 | 1906 | 1911 | 1921 | 1926 | 1931 | 1936 | 1946 | 1954 |
| ---- | ---- | ---- | ---- | ---- | ---- | ---- | ---- | ---- |
| 189  | 194  | 178  | 157  | 164  | 149  | 143  | 114  | 103  |

| 1962 | 1968 | 1975 | 1982 | 1990 | 1999 | 2004 | 2006 | 2009 |
| ---- | ---- | ---- | ---- | ---- | ---- | ---- | ---- | ---- |
| 117  | 114  | 101  | 151  | 131  | 147  | 187  | 198  | 211  |

| 2014 | 2019 | 2022 | - | - | - | - | - | - |
| ---- | ---- | ---- | - | - | - | - | - | - |
| 221  | 235  | 247  | - | - | - | - | - | - |

### Enseignement
La commune est rattachée à l'académie de Grenoble.

### Médias
Historiquement, le quotidien à grand tirage Le Dauphiné libéré consacre, chaque jour, y compris le dimanche, dans son édition du Nord-Isère, un ou plusieurs articles à l'actualité du canton et quelquefois de la commune, ainsi que des informations sur les éventuelles manifestations locales, les travaux routiers, et autres événements divers à caractère local.

### Cultes
La communauté catholique de Lentiol et son église (propriété de la commune) relève de la paroisse Paroisse Saint Benoît du pays de Beaurepaire qui regroupe treize églises de la région. Cette paroisse dont le siège (maison paroissiale) se situe à Beaurepaire, est rattachée au Diocèse de Grenoble-Vienne.

## Culture et patrimoine

### Lieux et monuments
Église Saint-Andéol - Saint-Jacques.

### Personnalités liées à la commune
- Philippe du Vivier, seigneur de Lentiol au XVIIe siècle, vi-bailly du Grésivaudan et président de la Chambre des comptes du Dauphiné, fut un fameux bibliophile, ami de l'académicien Boissat[24].

### Héraldique
|  | Lentiol possède des armoiries dont l'origine et le blasonnement exact ne sont pas disponibles. |